# Jbabra
Jbabra (franska: Jbabra (CR), Jbabra (Commune Rurale), arabiska: مولاي عبد الكريم) är en kommun i Marocko.   Den ligger i provinsen Taounate och regionen Fès-Meknès, i den nordöstra delen av landet, 180 km öster om huvudstaden Rabat. Antalet invånare är 19 076.